# Casa memorială „Dr. Ioan Rațiu” din Turda
Casa familiei Dr. Ioan Rațiu din Turda (str. Dr. Ioan Rațiu, nr. 71) este înscrisă pe lista monumentelor istorice din județul Cluj, elaborată de Ministerul Culturii din România în anul 2015 (cod LMI CJ-IV-m-B-07867).

## Istoric
În aceasta casă s-a discutat problema înființării Astrei și tot aici, în 1880, s-au stabilit principiile fundamentale ale organizării Partidului Național Român din Transilvania și Ungaria.
Familia memorandistului Ioan Rațiu a locuit în această casă până în anul 1892, an în care, în urma unor acțiuni violente ale unor naționaliști maghiari care au agresat casa, a fost nevoită să se refugieze la Sibiu.
În această casă a funcționat în anul 1874 prima Școală confesională românească din Turda Veche.
După încetarea activității școlii din Turda Nouă și până la edificarea noii școli (din contribuția inițială a prepozitului capitular Vasile Rațiu), în toamna anului 1874, Dr. Ioan Rațiu a asigurat funcționarea școlii în locuința proprie. 
Astăzi în această clădire funcționează o grădiniță de copii.

## Galerie de imagini

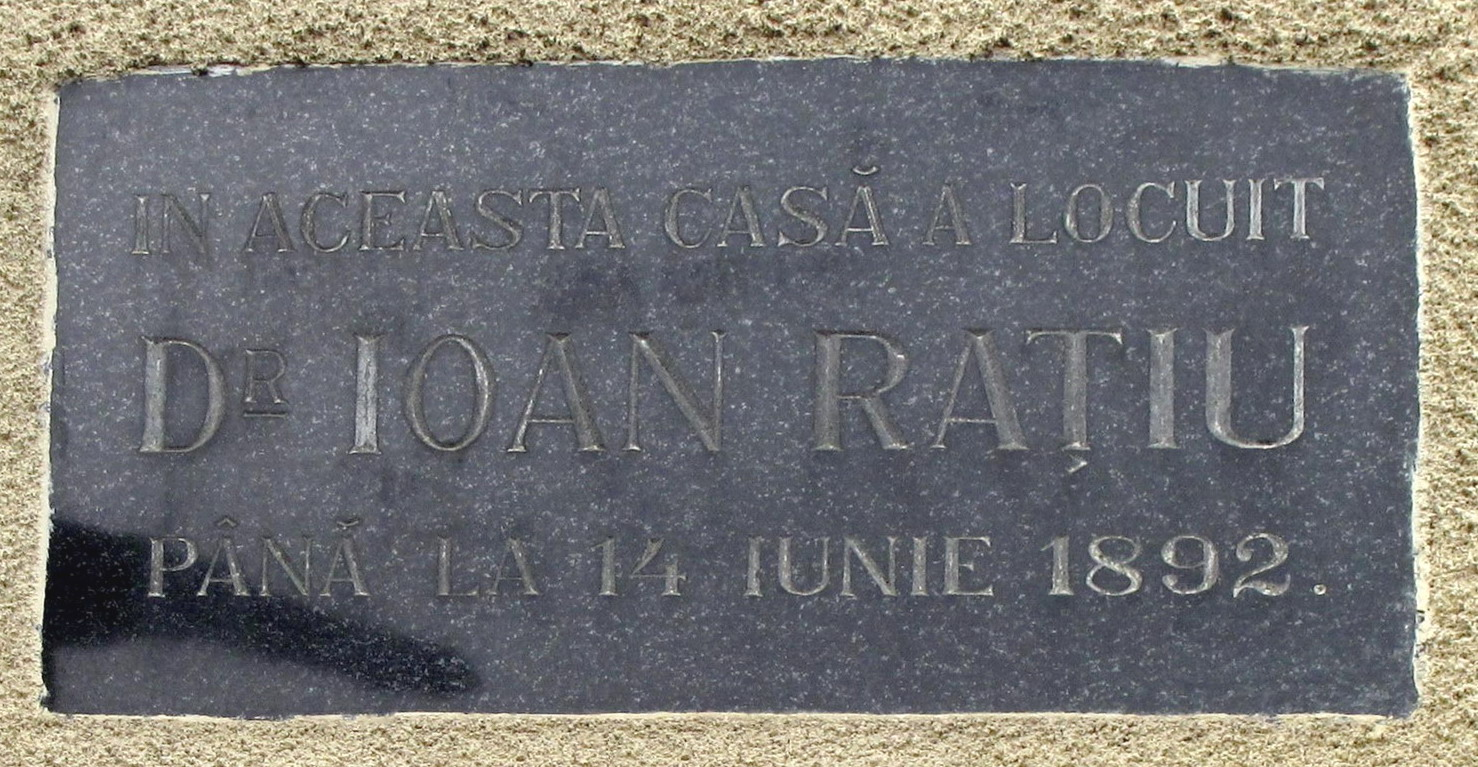
Casa Dr.Ioan Raţiu (placă comemorativă)
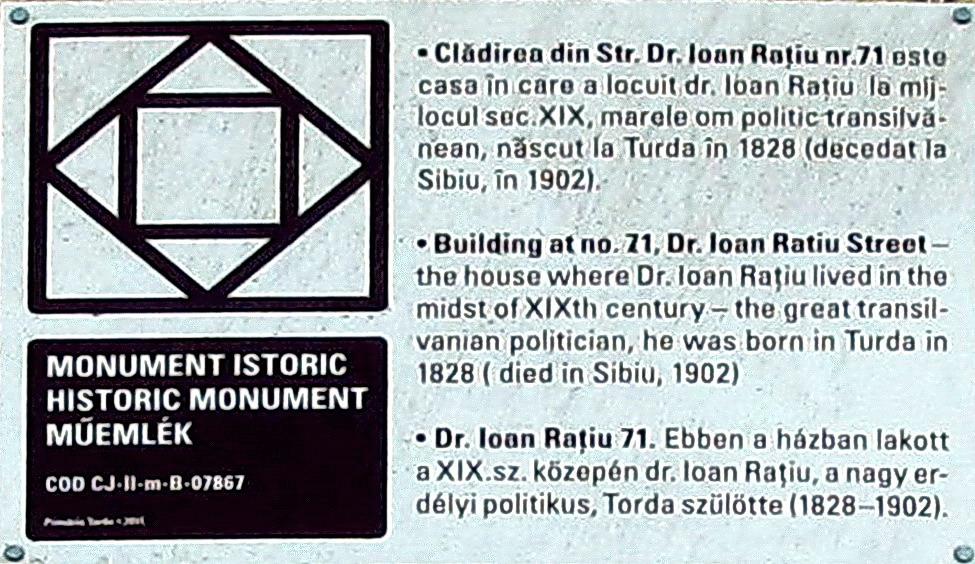
Placă informativă
- Marele Arbore Genealogic al Familiei Ratiu de Noslac (Nagylak), fond alb, 17.01.2022